# Seneđem
Seneđem (Sennedjem) je bio egipatski obrtnik.
Seneđem i njegova žena Iyneferti (nefer - "lijepa") živjeli su u egipatskom selu Deir-el-Medina, blizu Doline kraljeva. Seneđem je bio obrtnik i zemljoradnik, vrlo vješt pri oslikavanju faraonskih grobnica. Živio je u doba faraona Setija I. i slavnog ratnika Ramzesa II. Sam je oslikao svoju grobnicu koja je vrlo očuvana, a prikazuje detalje zagrobnog života. Posebno je zanimljiv prikaz žetve, gdje Seneđem drži srp i žanje visoko žito. Iza njega, njegova žena baca sjeme. Grobnica je otkrivena u siječnju 1886. Kada je grobnica pronađena, u njoj nije bilo namještaja koje je Seneđem rabio u životu. Njegova je grobnica zanimljiva jer sadrži lijepe slike koje je on sam izradio, iako žetva nije realistična, jer je to prikaz poslije smrti. 

## Projekti
|  | Zajednički poslužitelj ima još gradiva o temi Seneđem |